# Екстрадиција
Екстрадиција је правни процес враћања (изручења) особе оптужене за злочин, или особе за коју је доказано је учинила злочин, из једне државе (евентуално међународном суду) у другу, која екстрадицију захтева. Екстрадиција се примарно регулише међудржавним екстрадиционим актима, а секундарно унутрашњим законима.

## Екстрадиција страној држави
Екстрадиција, или издавање криваца се сматра најважнијим актом међународне правне помоћи. Екстрадиција се врши у циљу вођења кривичног поступка против екстрадираног лица или у циљу извршења казне над њим. Разликује се активна екстрадиција када се од неке државе тражи екстрадиција и пасивна екстрадиција када домаћа држава одобрава екстрадицију.
Екстрадиција у смислу правне природе има два аспекта - материјалноправни (превасходно регулисан кривичним и деловима међународног јавног права, попут међународног кривичног) који регулише услове за екстрадицију, и процесноправни (регулисан кривичним процесним правом) који регулише сам поступак изручења, на ток, процесуална средства и гарантије у поступку. У законодавству Србије и један и други аспект регулисани су Закоником о кривичном поступку.
Ипак, ова област превасходно се регулише међународним уговорима (билатералним и мултилатералним), а тек ако не постоји међународни уговор или постоји празнина у њему, примењује се домаће законодавство.

### Услови за екстрадицију у праву Србије
Према решењу у нашем кривичном процесном праву (члан 540. ЗКП) претпоставке за издавање окривљених и осуђених лица, односно услови за екстрадицију јесу следећи:
- да лице чије се издавање тражи није наш држављанин
- да дело због кога се тражи није извршено на територији наше земље, против ње или њеног држављанина
- да је дело због кога се тражи издавање кривично дело и по домаћем закону и по закону државе у којој је извршено
- да по домаћем закону није наступила застарелост кривичног гоњења или застарелост извршења казне или да кривично дело није обухваћено амнестијом
- да странац чије се издавање тражи није због истог дела од домаћег суда већ осуђен, или да за исто дело није од домаћег суда правоснажно ослобођен, осим ако се стичу услови за понављање поступка, или да против странца није у нашој земљи покренут кривични поступак, а ако је покренут поступак због дела учињеног према нашем држављанину, да је положено обезбеђење за остваривање имовинскоправног захтева оштећеног
- да је утврђена истоветност лица чије се издавање тражи
- да има довољно доказа за основану сумњу да је странац чије се издавање тражи учинио одређено кривично дело или да постоји правоснажна пресуда

Ток поступка детаљно је регулисан тридесет и трећом главом ЗКП-а.
Пошто претпоставке утврди надлежни суд, саму одлуку о екстрадицији доноси министар правде. Екстрадиција се може одложити уколико је против лица у току други кривични поступак пред домаћим судом, или се налази на издржавању казне. 
Уколико се за екстрадицију обрати више држава, примат се регулише чланом 551. ЗКП. Разликују се две ситуације: када више држава тражи изручење истог лица за исто кривично дело и уколико траже за различита кривична дела. У оба случаја првенство има држава чије је лице држављанин. Уколико та држава не тражи изручење, предност има држава где је дело извршено, односно где је извршено најтеже дело. Уколико ни није могуће одредити место извршења или је то више места, односно уколико су дела исте тежине, предност има држава која прва затражи изручење.
У кривичном праву Србије предвиђена је забрана екстрадиције за политичка и војна кривична дела (члан 548. ЗКП). Екстрадиција се неће дозволити ни у случају када је лицу чија се екстрадиција тражи одобрен азил. Екстрадиција се неће дозволити ни су случају када су странцу угрожени живот или слобода због расе, вере, етничке припадности, друштвеног положаја или политичких убеђења, као ни онда када постоје озбиљни разлози да се верује да ће у држави која тражи екстрадицију, странац бити изложен нехуманом поступању или тортури.
Екстрадиција се не врши ни за сасвим лака кривична дела. Која су то кривична дела одређено је билатералним и мултилатералним уговорима о екстрадицији. Европска конвенција о екстрадицији предвиђа да је потребно да за дело за које се екстрадиција тражи у кривичном законодавству обе земље предвиђен посебни максимум казне од најмање годину дана затвора (или одговарајућа мера безбедности у том трајању).

## Екстрадиција међународном суду
У теорији је ово питање спорно, превасходно због тога да ли се забраном изручења домаћег држављанина другој земљи (коју познају практично сва законодавства света) може сматрати и друго изручење, тј. изручење одређеном међународном кривичном суду. Превладава мишљење да та забрана и даље важи, али је неспорно да овај институт овде има специфичности.

### Екстрадиција ад хок трибуналима
Питање се први пут поставило код ад хок трибунала за бившу Југославију и Руанду који су у својим статутима предвиђали безусловну сарадњу држава која подразумева и изручења. Неке државе су предвиделе ова изручења као изузетак, док су друге (углавном оне невезане за сукобе на Балкану) то нису учиниле. СР Југославија је у априлу 2002. усвојила одговарајући закон који је допуштао изручења Хашком трибуналу, уз услов да се то односи на лица која су до тада оптужена. Изменама закона из 2003. године ова одредба је избачена. Услови за екстрадицију су следећи:
- да је утврђен идентитет траженог лица
- да постоји потврђена оптужница у складу са Статутом Трибунала
- да је дело кажњиво и по домаћем законодавству
- да је дело у надлежности Трибунала

### Екстрадиција Међународном кривичном суду
Екстрадиција Међународном кривичном суду мање је спорна услед уговорног карактера настанка тог суда. Иако је то правно-политички мање спорно, одређене државе сматрале су да је неопходно променити устав и у овом случају (као на пример СР Немачка, која је променила устав па тек онда ратификовала Римски статут 2000. године). У тадашњој СР Југославији сматрало се да устав није препрека, па је могућност изручења предвиђена ЗКП-ом који је ступио на снагу 2002. године.
Услови за изручење у овом случају су (члан 540. ЗКП):
- да то лице није већ осуђено од стране домаћег суда
- да је дело због кога се лице тражи кривично дело и по нашем законодавству
- да није наступила застарелост или да кривично дело није обухваћено амнестијом
- да је утврђена истоветност лица чије се издавање тражи